# 國立政治大學商學院

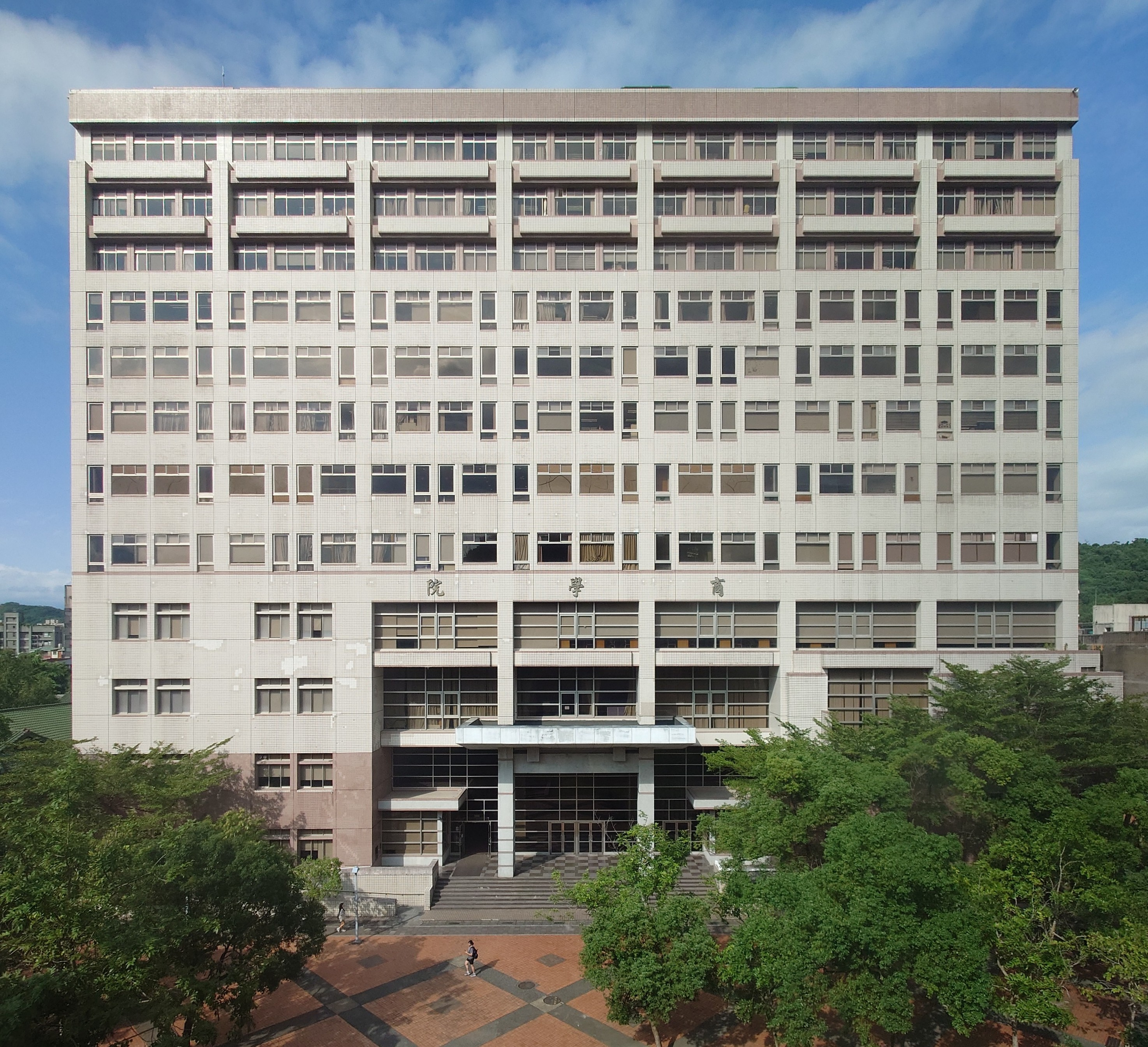
商學院大樓

國立政治大學商學院（英語：College of Commerce, National Chengchi University），是隸屬於國立政治大學的一所商學院，為該校學生與教師人數最多的學院，創立於1958年。
該學院的管理教育品質及水準受到國際及社會的肯定，獲得AACSB、EQUIS等眾多機構認證。尤其以企管研究所開設之企業管理學程聞名。

## 沿革
- 1957年：國際經營與貿易學系成立。
- 1958年：國立政治大學商學院成立，含國際經營與貿易學系、銀行學系、會計統計學系。
- 1962年：與美國密西根大學合作增設企業管理學系。
- 1964年：開設全世界第一個“MBA”中文課程。[7]
- 1966年：會計統計學系分設為會計學系與統計學系兩系。
- 1984年：資訊管理學系成立，為臺灣率先成立之國立大學資訊管理學系。
- 1985年：保險學系開始招收碩士班研究生，並於1990年正式設系。
- 1989年：財務管理學系成立。
- 1993年：科技管理研究所成立。
- 1997年：保險學系更名為風險管理與保險學系。
- 1998年：經營管理碩士學程（EMBA）成立。
- 2000年：成立國際事務辦公室（OIP），其下設立英語商管學程（ETP）以及國際交換學程（IEP）。
- 2001年：在OIP下增設國際經營管理碩士學程（IMBA）。
- 2002年：智慧財產研究所成立。
- 2005年：商管專業學院（AMBA）成立。
- 2006年：通過國際商管專業學會（AACSB）高標準認證、成立成立參與式教學與研究發展辦公室（簡稱PERDO）與學生事務與校友服務辦公室（簡稱OSAAS）。
- 2010年：通過歐洲質量發展認證體系（EQUIS）高標準認證。
- 2013年：整併科技管理研究所及智慧財產研究所為科技管理與智慧財產研究所、成立企業管理研究所學位學程（MBA）、獲信義房屋捐贈成立「信義書院」。
- 2015年：全台首創產業組博士學位學程（DBA）。
- 2018年：通過國際商學管理聯盟（PIM）審查，成為該聯盟會員學校。

## 認證
政大商學院已通過AACSB商管認證、會計認證以及EQUIS最高榮譽五年認證。根據Eduniversal的調查，學院評為最高五葉級，位於全球頂尖商學院之列（Universal Business School）。
同時也是華文商管學院認證（ACCSB）的學院之一。

## 合作
政大商學院也是美國特许金融分析师（CFA Institute）在台灣的課程合作夥伴；並與英國特許管理會計師公會簽約合作，共同成立管理會計學程。
2018年10月19日，成為國際商學管理聯盟 (Partnership in International Management) 第65個會員學校。

## 系所單位

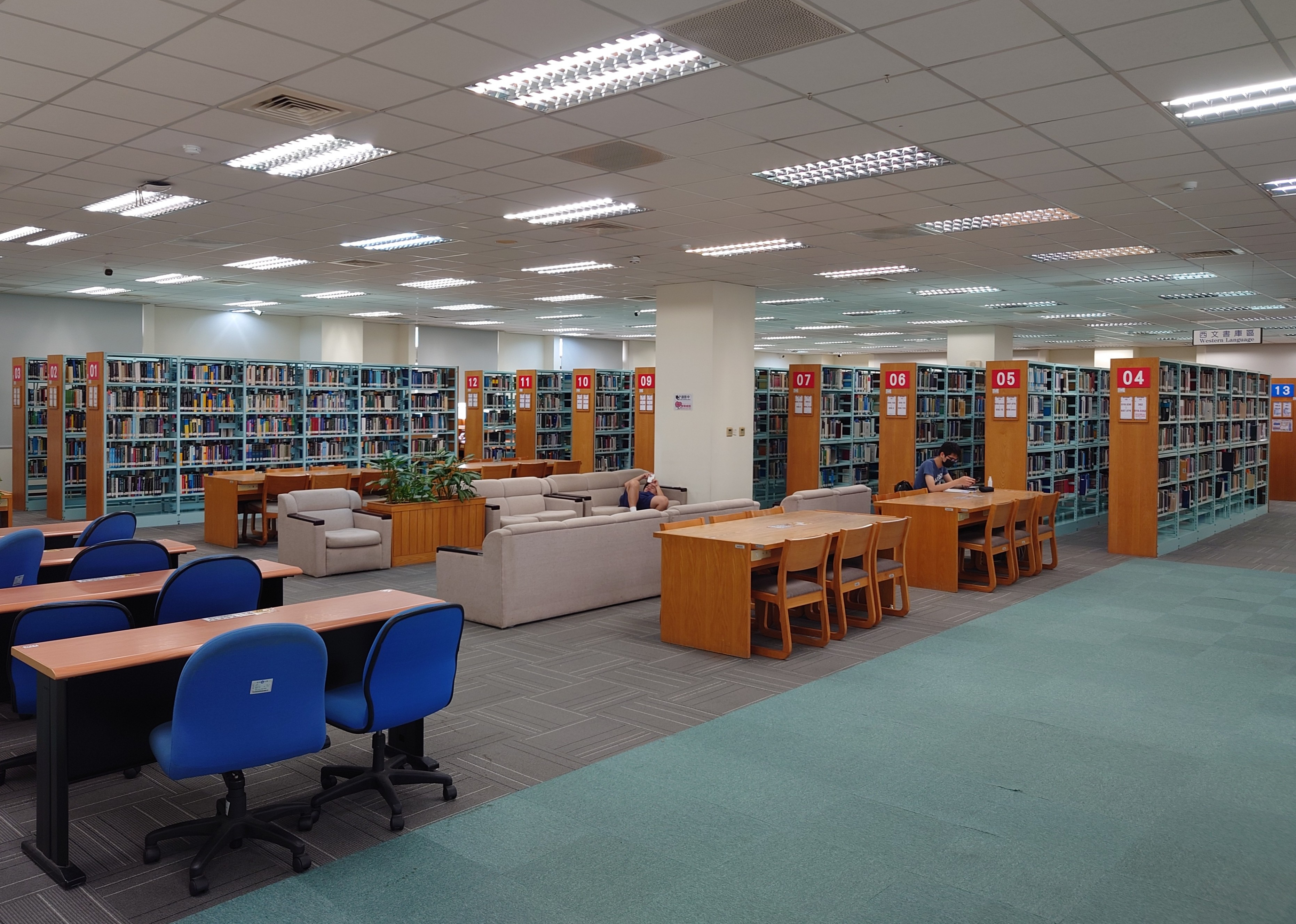
政大圖書館商學院圖書分館

目前該學院共有8個學系、1個獨立研究所，3個MBA學程，以及15個研究中心。分別位於山下校區的商學院館大樓、逸仙樓，以及位於臺北市大安區的公共行政與企業管理教育中心（簡稱公企中心）。商學院大樓四樓內設有圖書分館，公企中心亦設有閱覽區，以商管專業書籍及報章雜誌為主。
公企中心於2018年重建，2022年正式啟用。改建後建築分為A棟（教學會展棟）、B棟（產學住宿棟），內部空間包含行政辦公室、會議廳、研討教室、以及包含60餘間客房的住宿會館。由商學院校友信義房屋創辦人周俊吉承諾捐贈新台幣六億元改建經費。新建築的教學會展棟七、八樓500坪空間留供商學院教學研究使用，並命名為信義學園。其中企業管理研究所使用區命名為信義書院。

### 學系
- 國際經營與貿易學系
- 金融學系
- 會計學系
- 統計學系
- 企業管理學系
- 資訊管理學系
- 財務管理學系
- 風險管理與保險學系

### 研究所
- 科技管理與智慧財產研究所

### MBA
- MBA學程（企業管理研究所）
- EMBA學程（經營管理碩士學程）
- IMBA學程（國際經營管理碩士學程）

### DBA
- DBA學程 (產業組博士學位學程)

### 研究中心
- 整合性策略價值管理（iSVMS）研究中心
- 會計與智慧資本研究中心
- 產業網路與科技化服務研究中心
- 投資人研究中心
- 雲端大資料與營運創新研究中心
- 資料採礦研究中心
- 銀行研究中心
- 信義不動產研究發展中心
- 風險與保險研究中心
- Cardif銀行保險研究中心
- 保險業永續發展研究中心（SDII）
- 財務工程研究中心
- 金融科技研究中心
- 商學院NN IP野村投信金融研究中心
- 品牌研究中心
- 商學院供應鏈管理研究中心

| 過往的國立政治大學商學院院級研究中心 |
| ------------------------------------ |
| 研究中心名稱                         |
| 服務創新頂尖研究中心                 |
| 民意與市場調查研究中心               |
| 商管產學橋接研究中心                 |
| 服務科學研究中心                     |
| 國際人力資源管理研究中心             |

## 國際合作院校
國立政治大學商學院共與超過140餘所院校締結院級合作，每年相互派遣超過350名交換學生，並經常性互訪進行學術交流。合作院校列表如下：
| | | |
| 亞洲 - 中国 - 上海交通大學安泰經濟與管理學院 - 清華大學經濟管理學院 - 中國人民大學商學院 - 北京大學光華管理學院 - 中國科學院大學 - 復旦大學管理學院 - 華中科技大學管理學院 - 中山大學管理學院 - 中山大學嶺南學院 - 浙江大學管理學院 - 香港 - 香港中文大學商學院 - 香港城市大學 - 香港科技大學商學院 - 香港浸會大學商學院 - 日本 - 早稻田大學商學院 - 名古屋商科大學 - 一橋大學商學與管理學院 - 国际大学國際管理學院 - 京都大學管理學院 - 九州大學商學院 - - 成均館大學商學院 - 韓國科學技術院商學院 - 印度 - 印度商業學校 - 印度管理研究所邦加羅爾分校 - 泰國 - 朱拉隆功大學薩辛管理學院 - 朱拉隆功大學商學院 - 法政大學商學院 - 以色列 - 特拉維夫大學Leon Recanati商學院 - 土耳其 - 畢爾肯大學管理學院 - 科曲大學商學院 - 菲律賓 - 亞洲管理研究所 - 新加坡 - 新加坡國立大學商學院 - 南洋理工大學南洋商學院 - 马来西亚 - 馬來亞大學管理會計學院 澳洲與紐西蘭 - - 昆士蘭大學 - 昆士蘭科技大學 - 格里菲斯大學商學院 - 新西兰 - 懷卡托大學 非洲 - 埃及 - 開羅美國大學商學院 | 歐洲 - 瑞士 - 聖加侖大學 - 洛桑高等商學院 - 義大利 - 博科尼大學 - 芬兰 - 阿爾托大學經濟學院 - 漢肯經濟學院 - 荷蘭 - 馬斯垂克大學經濟管理學院 - 蒂爾堡大學經濟管理學院 - 鹿特丹伊拉斯姆斯大学鹿特丹管理學院 - 阿姆斯特丹大學經濟管理學院 - 西班牙 - 纳瓦拉公立大学經濟管理學院 - 巴塞隆納商學院 - ESADE商學院 - IE商學院 - 德国 - 奧托貝森管理研究院 - 科隆大學管理經濟與社會科學學院 - 萊比錫管理學院 - ESP商法大學 - 曼海姆大學商學院 - 漢堡大學商學院 - 捷克 - 布拉格經濟大學 - 比利时 - 魯汶天主教大學魯汶管理學院 - 列日大學商學院 - 法國 - 勃根第高等商學院 - ESCP歐洲高等商學院 - SKEMA商學院 - 里爾天主教大學IESEG管理學院 - 雷恩高等商學院 - ESCEM 高等商業學院 - 里昂高等商業學院 - 南特高等商業學院 - 格勒諾貝爾高等商學院 - 吐魯斯高等商學院 - 波蘭 - 華沙經濟大學 - 科茲明斯基大學 - 丹麦 - 哥本哈根商學院 - 英格兰 - 艾希特大學 - 薩塞克斯大學 - 布拉德福德大学管理學院 - 阿斯頓大學 - 蘭卡斯特大學管理學院 - 羅浮堡大學經濟管理學院 - 葡萄牙 - 葡萄牙天主教大學經濟管理學院 - 諾瓦商業經濟學院 - 挪威 - 挪威管理學院 (NHH) - 匈牙利 - 布達佩斯考文紐斯大學商學院 - 奥地利 - 維也納經濟大學 - 因斯布魯克大學管理學院 - 斯洛維尼亞 - 盧布爾雅那大學經濟學院 | 北美洲 - 美国 - 杜蘭大學弗雷曼商學院 - 聖湯瑪斯大學 - 佛羅里達大學威靈頓商管學院 - 俄亥俄州立大學費舍商學院 - 普渡大學克蘭納特管理學院 - 喬治梅森大學管理學院 - 克萊蒙研究大學資訊科學學院 - 華盛頓大學商學院 - 布蘭戴斯大學國際商學院 - 夏威夷太平洋大學商學院 - 德州農工大學商學院 - 加拿大 - 約克大學Schulich商學院 - 西門菲莎大學商學院 - 西安大略大學理查俄薇商學院 - 麥馬士達大學DeGroote 商學院 - 卡加利大學Haskayne商學院 - 蒙特利爾高等商學院 - 皇后大學商學院 - 魁北克大學蒙特婁分校 - 渥太華大學泰爾弗商學院 - - 中美洲企業管理學院 - - 中美洲科技大學 - 墨西哥 - ITAM 南美洲 - 巴西 - 聖保羅企業管理學院 - 巴西利亞大學 - 哥伦比亚 - 安第斯大學管理學院 - 秘魯 - ESAN大學商學院 - 阿根廷 - 托爾夸托迪特利亞大學 |

## 外部連結
- 國立政治大學商學院（页面存档备份，存于）